# ارکوین (اراک)
ارکوین (اراک)، روستایی از توابع بخش مرکزی شهرستان اراک در استان مرکزی ایران است.               زبان محلی این روستا ترکی است.

## جمعیت
این روستا در دهستان شمس‌آباد (اراک) قرار دارد و براساس سرشماری مرکز آمار ایران در سال ۱۳۸۵، جمعیت آن ۲۳۹ نفر (۷۱خانوار) بوده است.